# Клан Хоуп

Герб вождей клана Хоуп

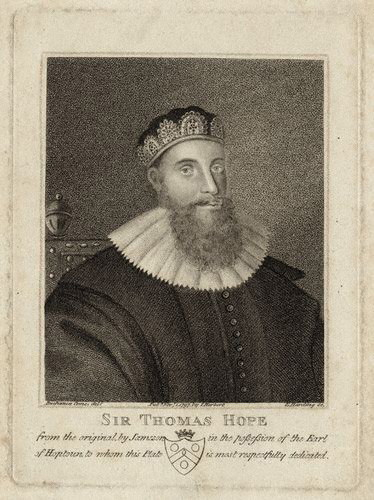
Сэр Томас Хоуп, 1-й баронет Хоуа из Крэйгхолла (1573—1646)

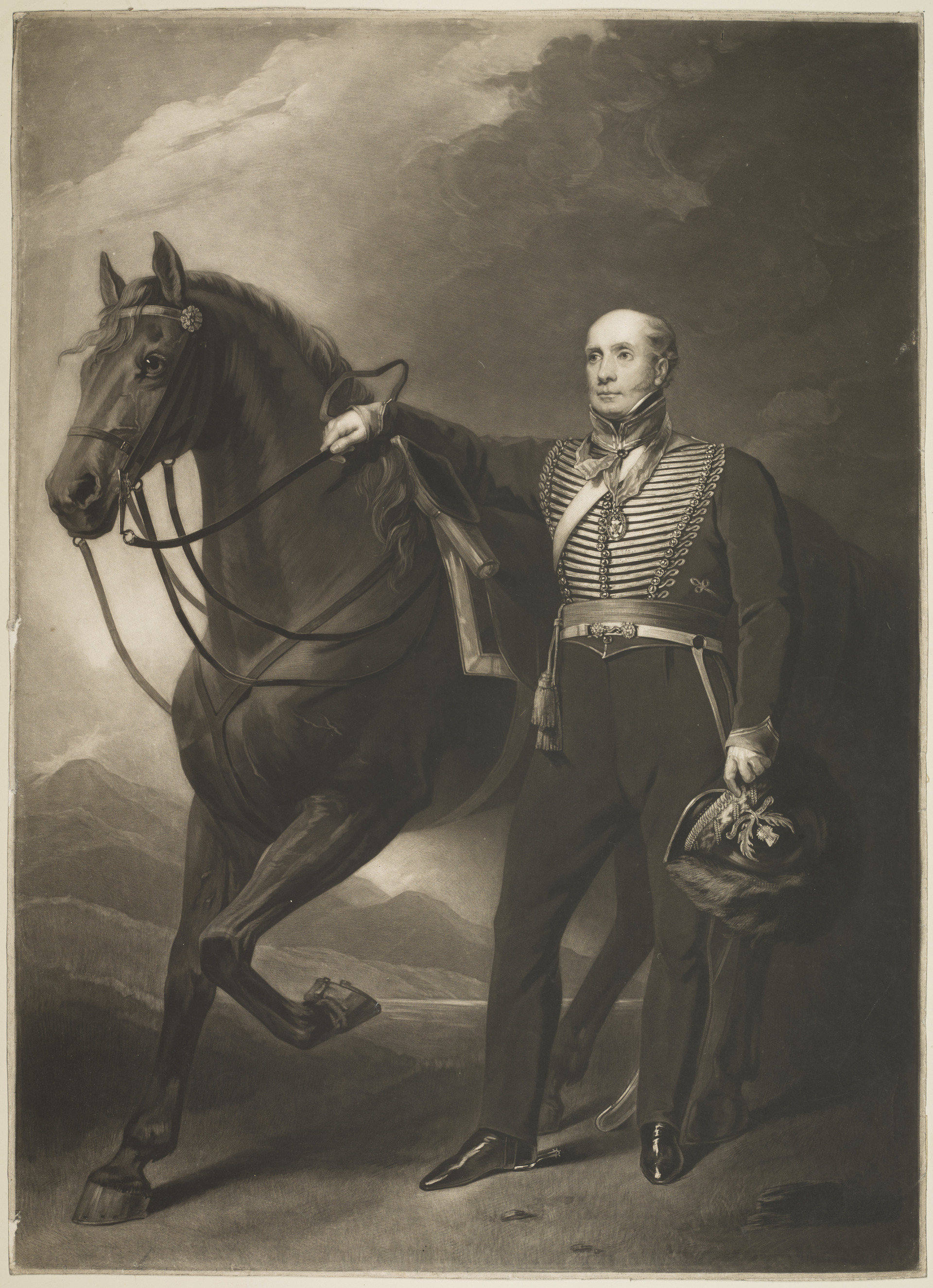
Сэр Джон Хоуп, 11-й баронет Хоуп из Крэйгхолла (1781—1853)

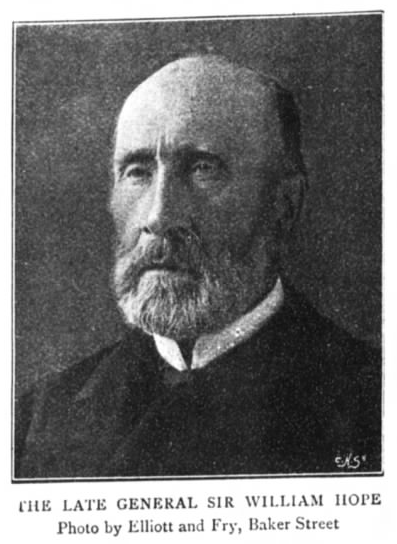
Генерал сэр Уильям Хоуп, 14-й баронет Хоуп из Крэйгхолла (1819—1898)

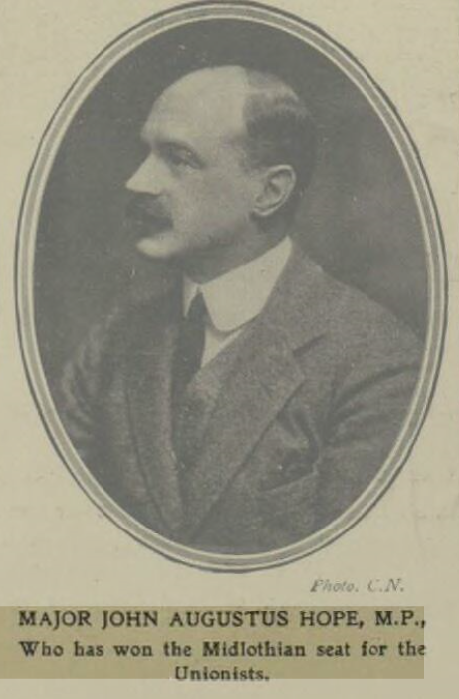
Майор сэр Джон Хоуп, 16-й баронет Хоуп из Крэйгхолла (1869—1924), фотография 1912 года

Клан Хоуп (шотл. — Clan Hope) — один из кланов равнинной части Шотландии (Лоуленд).
- Девиз клана: At spes infracta (лат.) — «Но надежда несокрушима» (But hope is unbroken)
- Вождь клана: Сэр Александр Арчибальд Дуглас Хоуп, 19-й баронет Хоуп из Крэйгхолла[3]
- Земли клана: Файф, Лотиан и Ланаркшир
- Историческая резиденция вождя клана: Крэйгхолл, Файф
- Нынешняя резиденция вождя клана: Уэстли-авеню, Лондон, Англия[4]

## История клана Хоуп

### Происхождение клана Хоуп
Название клана Гоуп шотландского происхождения. В Шотландском Приграничье с давних времен существовал клан Хоуп или Хойп (гэльск. — Hoip). В 1296 году Джон де Хоп из Пиблссшира и Адам де Хоуп подписали документ «Рагманские свитки» — присягу на верность королю Англии Эдуарду I Плантагенету, который на то время захватил Шотландию. Александр Нисбет (шотл. — Alexander Nisbet) сделал предположение, что основатели клана Хоуп родом из Пикардии (Франция) и назывались они сначала Облон, но потом название изменилось на английский — Хоуп — «надежда».
Непосредственным предком основной линии вождей клана Хоуп был Джон де Хоуп, который приехал в Шотландию из Франции в 1537 году вместе со свитой Мадлен Валуа, первой жены короля Шотландии Якова V Стюарта.

### XVI век
Джон де Хоуп женился и поселился в Эдинбурге, где дела у него шли успешно. Он имел сына — Эдварда Хоупа, который в 1560 году стал комиссаром Генеральной ассамблеи церкви Шотландии в Эдинбурге.

### XVII век
Потомок Джона Хоупа — сэр Томас Хоуп (1573—1646) был назначен лордом-адвокатом короля Англии и Шотландии Карла I Стюарта. Томас Хоуп приобрёл имение Крэйгхолл (гэльск. — Craighill), который находится в районе Церес в графстве Файф. Имение Крэйгхолл стал резиденцией вождя клана Хоуп. Сэр Томас Хоуп (1573—1646) был адвокатом, чья работа до сих пор является авторитетным среди юристов Шотландии. Он получил титул баронета Новой Шотландии в 1628 году и помог разработать Национальный конвент в 1638 году. Томас Хоуп умер в 1648 году, его старший сын Джон Хоуп (1605—1654), унаследовал титул баронета, получил титул лорда Крэйгхолла. Ему приписывают то, что он был советником короля Англии Карла II Стюарта, когда он был в изгнании.
Младшей ветвью вождей клана Хоуп была линия Хоуп из Хоуптоуна, которая происходит от младшего сына лорда-адвоката. Этот младший сын приобрёл земли в Уэст-Лотиане. Его сын — Джон Хоуп из Хоуптоуна погиб при крушении корабля «Глостер», считают, что он погиб, спасая герцога Йоркского (позже короля Шотландии Якова VII и короля Англии Якова II).

### XVIII век
Сыном Джона Хоупа был Чарльз Хоуп из Хоутоуна (1681—1742), который был избран в парламент от Линлитгоу (шотл. — Линлитгоу). Затем он стал членом Тайного совета и в 1703 году получил титул пэра как граф Хоуптоун.
В 1729 году 6-й баронет продал имение Крэйгхолл своему родственнику графу Хоуптоуну. Имения графа Хоуптоуна расширялись и росли в цене. Граф Хоуптоун владел землями в Уэст-Лотиане, Ист-Лотиане и Ланаркшире.

### XIX век
Сэр Джон Хоуп, 4-й граф Хоуптоун (1765—1823), сделал блестящую военную карьеру. В 1822 году он устроил великолепный прием королю Великобритании Георгу IV, когда тот совершал визит в Шотландию.

### Вождь клана Гоуп
Наследственным вождем клана Хоуп в настоящее время является сэр Александр Арчибальд Дуглас Хоуп (шотл. — Sir Alexander Archibald Douglas Hope), кавалер ордена Британской империи, 19-й баронет Хоуп из Крэйголла.

### Замки клана Хоуп
- Замок Пинки-Хаус (шотл. — Pinkie House) — резиденция вождя клана Хоуп из Крэйгхолла, построенный в XVI веке, его приобрёл сэр Арчибальд Хоуп, 9-й баронет Хоуп из Крэйгхолла (1735—1794), в 1778 году. Замок был продан Джоном Карлом Александром Хоупом, 18-м баронетом из Крэйгхолла, в 1951 году.
- Замок Хоуптоун-Хаус (шотл. — Hopetoun House) — резиденция вождей младшей ветви клана Хоуп — графов Хоуп и маркизов Линлитгоу.